# IC 2524
IC 2524 ist eine linsenförmige Galaxie vom Hubble-Typ S0-a im Sternbild Kleiner Löwe am Nordsternhimmel. Sie ist schätzungsweise 64 Millionen Lichtjahre von der Milchstraße entfernt.
Das Objekt wurde am 12. Mai 1896 von Stéphane Javelle entdeckt.